# 柳川春巳
柳川春巳（日语：／ Yanagawa Harumi，1956年1月24日—），日本男子田径运动员。他曾代表日本参加1992年、1996年和2000年夏季残疾人奥林匹克运动会田径比赛，其中1996年夏季残奥会获得一枚金牌。